# Praia Pitangueiras (strand i Brasilien)
Praia Pitangueiras är en strand i Brasilien.   Den ligger i delstaten São Paulo, i den sydöstra delen av landet, 900 km söder om huvudstaden Brasília. Praia Pitangueiras ligger på ön Ilha de Santo Amaro.